# Olaf Rompelberg
Olaf Rompelberg (Heerlen, 30 januari 1987) is een Nederlands voetballer die uitkwam voor eredivisionist Roda JC.
In seizoen 2008 -2009 komt hij uit voor het Belgische Excelsior Veldwezelt. Sinds 2011 speelt hij voor EHC.

## Carrière
| Seizoen | Club    | Land      | Wedstrijden | Doelpunten | Competitie |
| ------- | ------- | --------- | ----------- | ---------- | ---------- |
| 2005/06 | Roda JC | Nederland | 1           | 0          | Eredivisie |
| 2006/07 | Roda JC | Nederland | 0           | 0          | Eredivisie |
| 2007/08 | Roda JC | Nederland | 0           | 0          | Eredivisie |
| Totaal  | Totaal  | Totaal    | 1           | 0          | 0          |

Bijgewerkt tot en met 17-01-2008